# Syrrako
Syrrako (griechisch Συρράκο (n. sg.)), bis 2002 Sirako  (Σιράκο, albanisch Sërakë/a), ist ein Dorf und ein Gemeindebezirk der Gemeinde Voria Tzoumerka in der griechischen Region Epirus. Es liegt an den Hängen des Berges Lakmos (Peristeri) im Pindos-Gebirge.
Von 1919 war es eine eigenständige Landgemeinde (kinotita), zunächst als Syrrako, ab 1940 als Sirako. Mit der Verwaltungsreform 2010 wurde Sirako mit sechs weiteren Gemeinden zur neuen Gemeinde Voria Tzoumerka fusioniert, wo es seither einen Gemeindebezirk bildet.
Syrrako ist von der Partnerstadt Kalarrytes durch die tiefe Schlucht des Flusses Chrousias, eines Nebenflusses des Arachthos, getrennt. Die Überlieferung sagt, der Fluss habe seinen Namen von Chrousios, dem Sohn des Neoptolemos, der dort ertrunken sei.

## Geschichte
Syrrako war vor dem 15. Jahrhundert (möglicherweise bereits im 11. Jahrhundert) von Aromunen (Walachen) bewohnt. Während der osmanischen Zeit nach 1480, war es die Hauptstadt des autonomen Verbandes der Malakasio, bestehend aus 42 Dörfern. Aus diesem Grund genoss es eine Vorzugsbehandlung. Während dieser Zeit entwickelte sich das Dorf immens. Zunächst betrieben die Bewohner Viehzucht, später auch Handel und industrielle Textilherstellung aus Wolle.
Die Ausdehnung der Weideflächen (auf fast 750 km²) ermöglichte es den Einwohnern, die Zahl der Schafe und Ziegen auf Tausende zu erhöhen und die Produktivität zu steigern. Der Handelssinn der Syrrakioten machte den Ort zu einem der größten Handelszentren im Mittelmeer und im Schwarzen Meer.
Mäntel, die in Syrrako hergestellt wurden, waren stark nachgefragt, angeblich soll auch Napoleons Armee mit einer großen Anzahl von ihnen beliefert worden sein. Die Reisenden William Martin Leake und François Pouqueville berichteten in den Jahren 1815 und 1818, dass sie in Syrrako einen „Konjunkturzyklus vergleichbar mit den schönsten Städten Europas“ gefunden hätten. Darüber hinaus erwähnten sie die Existenz bedeutender Bibliotheken und die Verbreitung europäischer Zeitungen. Syrrako und Kalarrytes waren die einzigen Orte im Epirus, die im ersten Jahr der Revolution von 1821 720 Familien und 3.500 Einwohner hatte. Die Osmanen zerstörten und brannten das Dorf nieder, und die Bewohner verließen Syrrako.

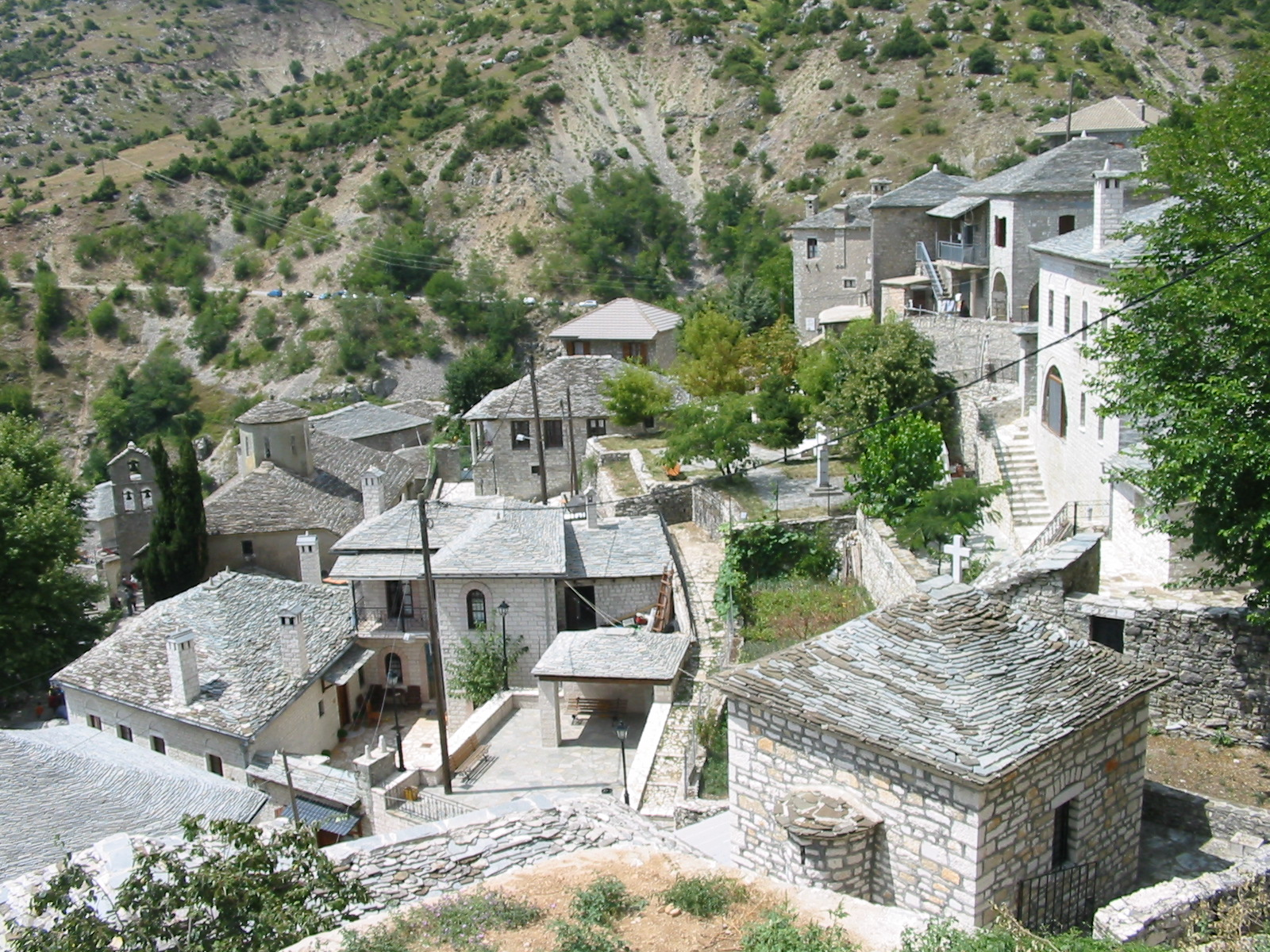
Blick auf Syrrako

Nur fünf Gebäude blieben unversehrt, darunter die Kirche der Panagia. Die Einwohner kamen ab 1825 zurück (nach und nach in den Jahren 1827–28), bauten das Dorf wieder auf und zwischen 1860 und 1870 wurde das Dorf wieder so imposant wie in den Vorjahren. Eine zweite Revolution fand im Jahre 1854 statt, die ohne Belang war. Der Rückgang des Handels mit Wolle wegen der Ersetzung durch andere Fasern (1908–1910) verletzte die lokale Wirtschaft. Zu dieser Zeit gab es 530 Häuser und fast 5.000 Einwohner im Dorf.
Im Ersten Balkankrieg eroberte Griechenland am 23. November 1912 die Region. In der Volkszählung von 1913 zählt Ioannina 17.000 Einwohner, Konitsa 2.000 und Syrrako 3.500.

## Folklore
In Syrrako wird der Feiertag Entschlafung der Jungfrau Maria am 15. August mit einem Fest gefeiert, das einen gemeinsamen Tanz enthält. Dazu bilden die Teilnehmer einen großen, offenen Kreis, halten sich an den Händen und singen und tanzen in einem langsamen Rhythmus, begleitet von einem Sänger und einer Kapelle. Diese Tradition wurde 2022 in die UNESCO-Liste des immateriellen Kulturerbes der Menschheit aufgenommen.

## Berühmte Personen von Syrrakos
- Kostas Krystallis (1868–1894), Autor und Dichter, er schrieb Stavraetos, Shades of Hades, Vlachoi Pindos und viele andere.
- Ioannis Kolettis (1774–1847), erster Ministerpräsident von Griechenland (1844–1847), Mitglied der Filiki Eteria, Innenminister, Marine- und Kriegsminister und Botschafter in Paris (1836–1843).
- Georgios Zalokostas (1805–1858), Dichter und Freiheitskämpfer der Griechischen Revolution.
- Die Heerführer Katsikogiannis, Lepeniotis und andere, die Wohltäter G. Gianniotis, Sp. Baltatsis, G. Ikkos und viele andere Männer der Literatur, der Kunst und des Handels.